# Eugénia Melo e Castro
Eugénia Melo e Castro, nacida Maria Eugénia Menéres de Melo e Castro (Covilhã, 6 de junio de 1958) es una cantautora portuguesa. 
Su primer disco de 1982, Terra de Mel, contó con la participación de músicos portugueses y brasileños. Estas colaboraciones han sido frecuentes en el resto de sus discos. Su música se enmarca dentro de la MPB (música popular brasileña). 

## Discografía
- Terra de Mel (LP, Polygram, 1982)
- Águas de Todo O Ano (LP, Polygram, 1983)
- Eugénia Melo e Castro III (LP, Polygram, 1986)
- Coração Imprevisto (LP, EMI, 1988)
- Canções e Momentos (Compilação, Polygram, 1989)
- Amor é Cego e Vê (LP, Polygram, 1990)
- Lisboa Dentro de Mim (CD, BMG, 1993)
- O Melhor de Eugénia Melo e Castro (Compilação, Polygram, 1993)
- Canta Vinicíus de Moraes (CD, Megadiscos/Som Livre, 1994)
- Ao Vivo Em São Paulo (CD, Som Livre, 1996)
- Canta Vinicíus de Moraes (CD, Sony, 2000)
- Ao Vivo Em São Paulo (CD, Som Livre, 2000)
- A Luz do Meu Caminho (CD, MVM, 2000)
- Eugenio Melo e Castro.com - Duetos (Compilação, Eldorado, 2001) - Brasil
- Recomeço (CD, Som Livre, 2001)
- Motor da Luz (CD, Som Livre, 2001)

### Recopilaciones
- A música em Pessoa (1985) - Emissário De Um Rei Desconhecido
- Bocage - O Triunfo do Amor (1998) - Liberdade
- Songbook Chico Buarque (1999) - Tanto Mar (c/ Wagner Tiso)

- Datos: Q2719476